# لیمپوپو ۱۴۹۰
سیارک ۱۴۹۰ (به انگلیسی: 1490 Limpopo، نامگذاری:1936LB) هزار و چهارصد و نودمین سیارک کشف شده‌است که در ۱۴ ژوئن ۱۹۳۶ کشف شد.
قدر مطلق سیارک برابر ۱۲٫۰۰ است.